# Антоніна Хофман
Антоніна Хофман (нар. 16 червня 1842, Тшебіни, пом. 16 червня 1897, Краків ) — польська театральна акторка, салоністка та меценатка.

## Біографія
Народилася в родині землевласника євангельського віросповідання. Змалку захоплювалась театром і, попри заперечення родини, вирішила стати акторкою. Закінчила Варшавську драматичну школу  . Дебютувала у Варшаві в 1859 році, в театрі Різноманітності. У 1860 р. переїхала до Кракова. Гастролювала у Львові, Познані, Празі та Варшаві. Була співробітницею та давньою соратницею Станіслава Козьмяна, з яким мала двох синів, але вони не вирішили жити разом і одружитися. На вул. Кармелицькій вела відкритий літературно-акторський салон і займалася меценатською діяльністю .
Виконала майже 400 театральних ролей, серед яких Беатрікс у «Багато шуму з нічого», Кетрін у «Приборканні норовливої», Клара у «Дівочих обітницях». Вивела на краківську сцену драми Юліуша Словацького. Виконала головні ролі в «Балладіні», «Беатрікс Ченчі» та «Марії Стюарт». Була Амелією у Мазепи та Соломією у Горштинського. Змагалася з Геленою Моджеєвською за місце першої акторки краківського театру. «Пані Хофман, здається, відчуває особливу пристрасть до відтворення жінок Словацького, і її обов’язком було вивести майже всіх із них на сцену», — писав рецензент у «Kurier Poznański».
Померла у свій 55-й день народження. Похована на Раковицькому цвинтарі в могилі родини Моджеєвських і Венд . У листопаді перенесена до власної могили . Її могилу прикрашає скульптура-бюст роботи Міхала Корпала та епітафія з інформацією про те, що вона 37 років присвятила краківській сцені. 

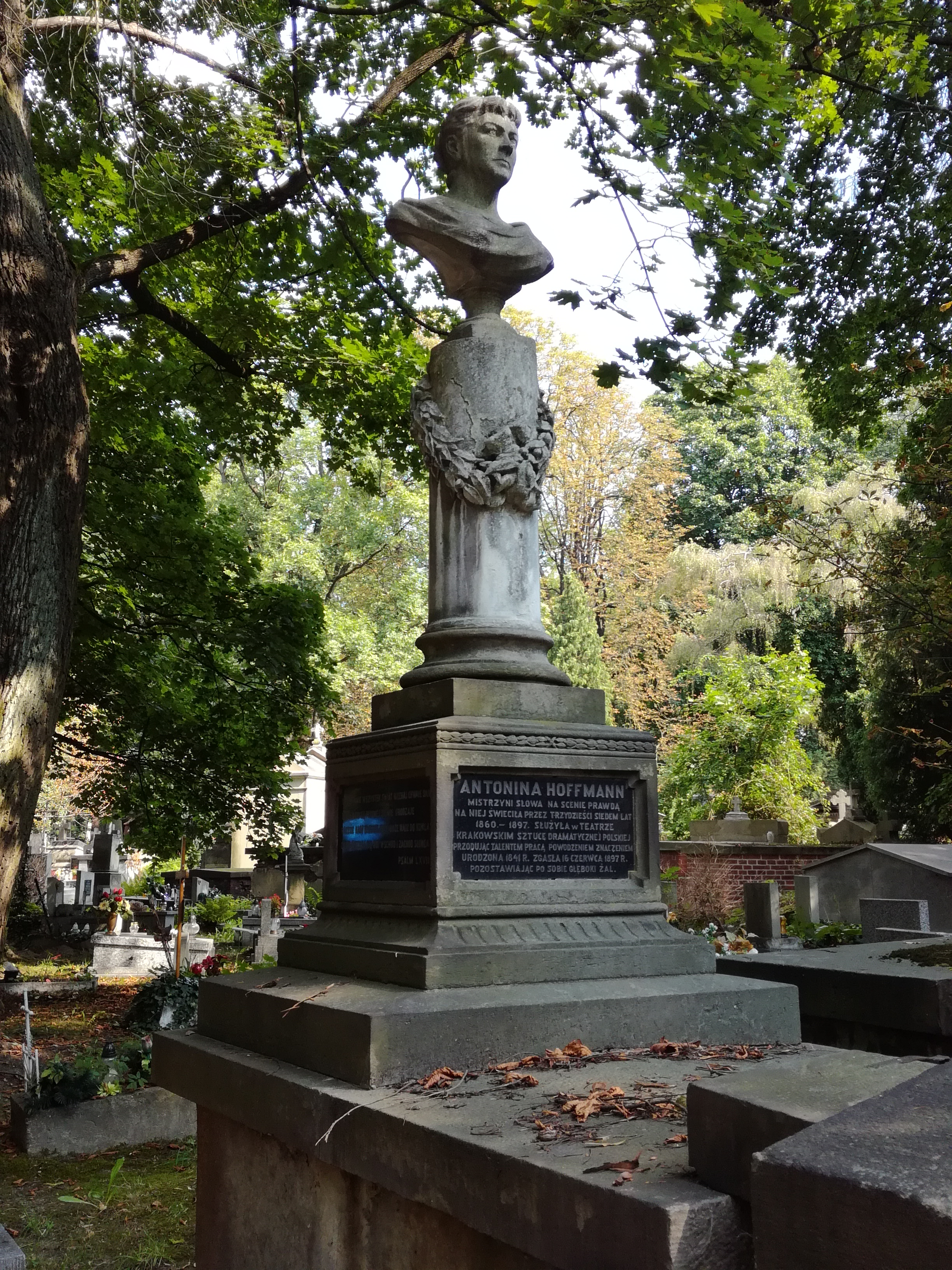
Могила Антоніни Гофман на Раковицькому цвинтарі

## Виноски
1. 1 2  e-teatr.pl — 2004.
2. 1 2  Antonina Hoffmann [w:] "Szlaki turystyczne Małopolski"
3. ↑  Pogrzeb śp. Antoniny Hoffmannowej [Архівовано 2023-03-20 у Wayback Machine.] Czas 1897 nr 138 z 20 czerwca s. 3.
4. ↑  Kronika. Antoniny Hoffmennowej zwłoki.. Kurier Lwowski 1897 nr 311 s. 3.

## Зовнішні посилання
- Antonina Hoffmann, [w:] Encyklopedia teatru polskiego (osoby). [online] [dostęp 2021-04-09] .
- Biografia aktorki
- Materiały związane z Antoniną Hoffmann w bibliotece Polona